# Tony Kakko
Toni "Tony" Kristian Kakko (Kemi, Finlàndia, 16 de maig de 1975) és un músic finlandès i és conegut per ser el vocalista i compositor principal de la banda finlandesa de Power metal Sonata Arctica.

## Biografia
Va estudiar piano durant dos anys i va cantar de manera informal a diversos festivals a nivell local. Seguidament va fundar Tricky Beans amb Tommy Portimo, Jani Liimatainen i Janne Kivilahti l'any 1996, grup que acabaria anomenant-se Sonata Arctica. Durant els primers anys, va assumir el rol de vocalista i teclista de la banda, però, després del llançament del seu primer disc, va decidir dedicar-se només al cant, fet pel qual Mikko Härkin va entrar a formar part de la banda per fer-se càrrec del teclat. Després de la gravació d'Ecliptica, Kivilahti va deixar la banda i se'l va reemplaçar per Marko Paasikoski. A continuació, va ser Härkin qui va abandonar la banda i va ser substituït per Henrik Klingenberg. L'any 2007, qui va marxar va ser Jani Liimatainen, que va començar, junt amb Mikko Härkin, una nova formació sota el nom de Cain's Offering. Així doncs, Elias Viljanen va ser l'encarregat d'ocupar el seu lloc a Sonata Arctica, banda amb la qual ha gravat 6 àlbums d'estudi i 6 EP's.
Les bandes The Beatles, Queen, Van Halen, Judas Priest, Stratovarius, Iced Earth i Exodus són algunes de les seves majors influències musicals. Kakko declara a l'hivern com una de les seves influències. El seu estil de cant es recolza tant en la vocalització tenor com en la veu de cap i el falset.
Tony ha aparegut com a vocalista masculí convidat en el remake que va fer Nightwish l'any 2001 de la seva cançó "Astral Romance", que apareix a l'EP Over The Hills And Far Away. Tanmateix, canta les línies de suport de la cançó "Over the Hills and Far Away" i canta a duet amb Tarja Turunen a "Beauty and the Beast".
Tony també es presenta a l'escenari junt a Tarja interpretant "Beauty and the Beast" en el DVD en viu de Nightwish From Wishes to Eternity.
A més a més, ha cantat com a convidat especial a la cançó "Wasted Time" de l'àlbum Virus de Heavenly i a l'àlbum Before the Bleeding Sun de la banda finlandesa de death metal Eternal Tears of Sorrow. L'any 2007 es va involucrar en el projecte titulat Northern Kings, en el qual, junt a Juha-Pekka Leppäluoto (Charon), Marco Hietala (Tarot, Nightwish) i Jarkko Ahola (Teräsbetoni), canten versions de cançons clàssiques dels anys 80. També col·labora en el disc de la banda holandesa de metall simfònic Epica, Design Your Universe, fent un duet amb la vocalista Simone Simons a la canción White Waters.
També ha participat en alguns concerts com a vocalista temporal de la banda finlandesa Apocalyptica durant la gira Worlds Collide.

## Discografia

### Sonata Arctica
- Friend 'till the End (Demo) - 1996
- Agre Pamppers (Demo) - 1996
- PeaceMaker (Demo) - 1997
- FullMoon (Demo) - 1999

- Ecliptica - 1999
  - UnOpened (Single) - 1999
  - Successor (EP) - 2000

- Silence - 2001
  - Orientation (EP) - 2001
  - Wolf & Raven (Single) - 2001
  - Last Drop Falls (Single) - 2001

- Songs Of Silence (Àlbum en directe) - 2002

- Winterheart's Guild - 2003
  - Takatalvi (EP) - 2003
  - Victoria's Secret (Single) - 2003
  - Broken (Single) - 2003

- Reckoning Night - 2004
  - Don't Say a Word (EP) - 2004
  - Don't Say a Word (Single) - 2004
  - Shamandalie (Single) - 2004

- The End of This Chapter (Compilació) - 2005
- For The Sake Of Revenge (Àlbum en directe i DVD) - 2006

- The Collection 1999-2006 (Compilació) - 2006
  - Replica 2006 (Single) - 2006

- Unia - 2007
  - Paid in Full (Single) - 2007

- The Days Of Grays - 2009
  - The Last Amazing Grays (Single) - 2009

### Aparicions especials
- Nightwish - Over the Hills and Far Away - 2001
- Nightwish - From Wishes to Eternity (DVD) - 2001
- Heavenly - Virus - 2006
- Eternal Tears of Sorrow - Before the Bleeding Sun - 2006
- Northern Kings - Reborn - 2007
- Nuclear Blast All-Stars: Into the Light - 2007
- Odin's Court - Deathanity - 2008
- Northern Kings - Rethroned - 2008
- Epica - Design Your Universe - 2009